# 巴博洛基
50°31′26″N 25°27′23″E / 50.52389°N 25.45639°E
巴博洛基（烏克蘭語：Баболоки），是烏克蘭西北部的村莊，隸屬里夫內州的杜布諾區。該村面積3.57平方公里，海拔高度187米，2001年人口164，人口密度每平方公里45.9人。